# Policie Republiky srbské

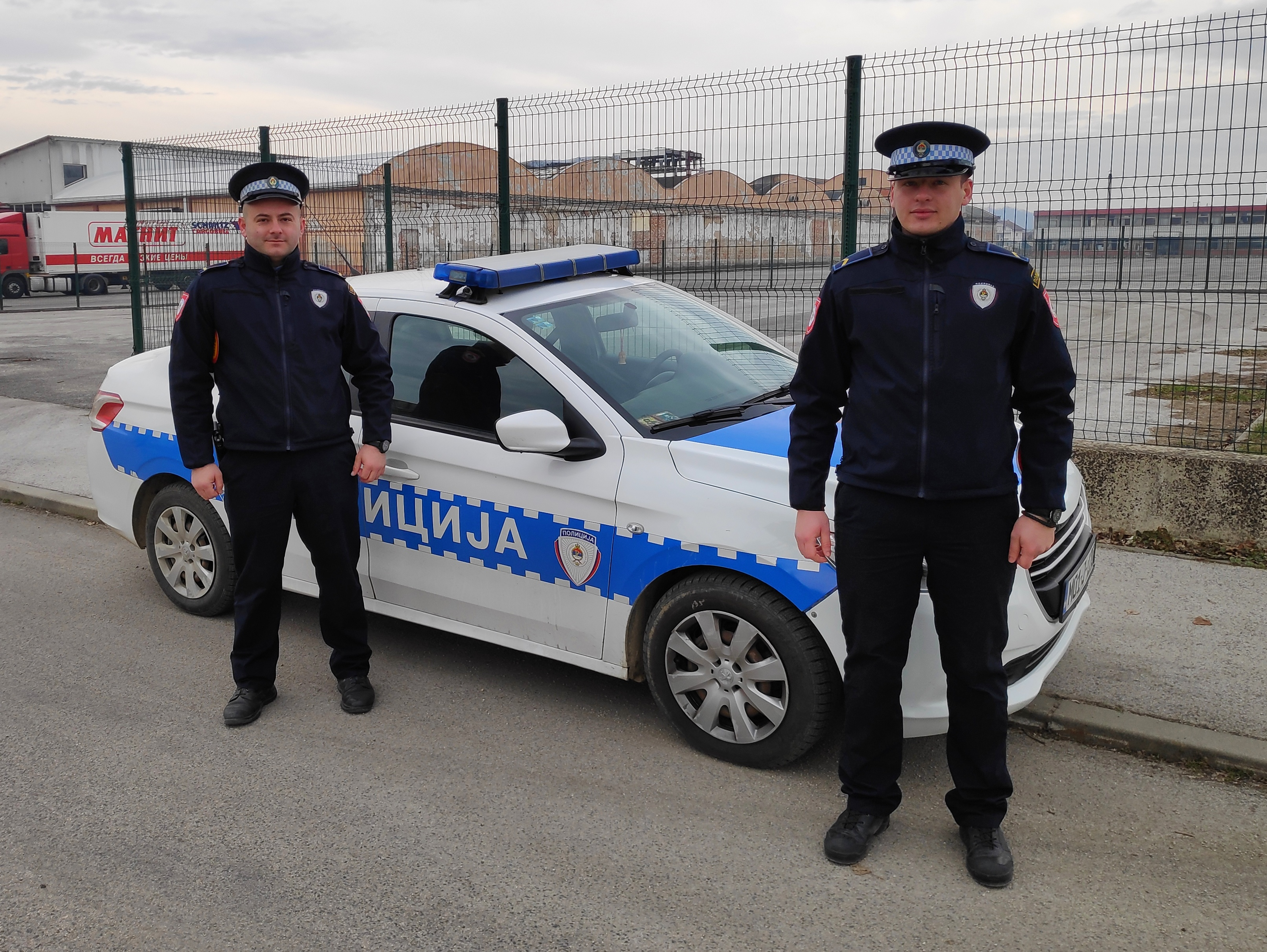
Policisté a policejní vozidlo.

Policie Republiky srbské (srbsky Полиција Републике српске) je policejní organizace, která působí na území entity Republika srbská v Bosně a Hercegovině. Je podřízena Ministerstvu vntira Republiky srbské. Sídlí v Banja Luce. Jejím hlavním cílem je ochrana Ústavy Republiky srbské zajištění bezpečnosti občanů a ochrana jejich práv.
V roce 2017 pro Policii Republiky srbské pracovalo téměř 7 000 lidí.

## Historie
Po rozpadu Socialistické federativní republiky Jugoslávie a v předvečer války v Bosně a Hercegovině ustanovila Republika srbská svoje policejní složky. Formálně tak bylo učiněno dne 4. dubna 1992. Tento den se dodnes slaví jako Den policie. První jednotkou byla Speciální brigáda policie. Stejně jako Vojska Republiky srbské i policejní jednotky se účastnily válečných událostí. Dne 12. května 1992 se uskutečnila první slavnostní přehlídka policejních složek v Banja Luce.
Po skončení války v Bosně a Hercegovině bylo předpokládáno začlenění policejních složek pod Ministerstvo vnitra Bosny a Hercegoviny, resp. Ministerstvo bezpečnosti Bosny a Hercegoviny, návrh sjednocení byl připravován a měl být odsouhlasen roku 2006 referendem, nicméně nic z toho se neuskutečnilo. Celostátní působnost a sloučení policejních sil tak bylo realizováno pouze u několika málo sborů, např. u pohraniční policie nebo jednotek SIPA (jednotky pro vyšetřování a ochranu BiH).
Policie Republiky srbské se za dobu své existence účastnila a účastní řady mírových misí, např. v Súdánu, Libérii, na Kypru, Východním Timoru a jinde.
V březnu 2025 Milorad Dodik informoval, že Policie Republiky srbské bude připravena jej bránit v případě, kdy Státní agentura pro vyšetřování a ochranu se pokusí o jeho zatčení.

## Struktura
Policii řídí ředitelství (srbsky Uprava policije), pod kterou spadá Všeobecná policie, četnictvo a dopravní policie. Četnictvo zasahuje tam, kde se jedná o vysoce rizikové záležitosti a poskytuje pomoc policejním silám. Jeho role je stanovena obdobně jako je tomu v případě srbského četnictva.
Z teritoriálního hlediska je policie Republiky srbské rozdělena na 10 oblastí, které mají sídla ve městech Banja Luka, Prijedor, Mrkonjić Grad, Gradiška, Doboj, Bijeljina, Zvornik, Istočno Sarajevo, Foča a Trebinje. 